# Алоян, Петрос Геворкович
Петрос Геворкович Алоян (28 августа 1937, Ереван, Армянская ССР — 18 июля 2014, Ереван, Армения) — армянский геолог. Доктор геолого-минералогических наук (1999), профессор. Государственная премия СССР (1989). Действительный член Российской академии естественных наук (1994). Академик HCA. Государственная премия РА (2003).

## Биография
Петрос Алоян родился 28 августа 1937 года в Ереване в семье служащего.
С 1956 по 1961 год учился на геологическом факультете Ереванского государственного университета.
С 1965 по 1968 год учился в аспирантуре Московского Института физики Земли имени О. Ю. Шмидта под руководством член-корреспондента Академии наук СССР В. В. Белоусова. После окончания аспирантуры начал работать в Институте геофизики и инженерной сейсмологии (Ленинакан). С 1968 по 1972 — старший научный сотрудник Института геофизики и инженерной сейсмологии АН АССР, с 1972 — заведующий отделом Горно-металлургического института.
В 1973 году защитил кандидатскую диссертацию по теме «Геологическое строение и структура центральной части Сомхетских гор (АрмССР)».
С 1976 года заведующий геологической лабораторией Горно-металлургического научно-исследовательского института (Ереван). В годы с 1993 по 1996 он был заместителем директора по науке Горного металлургического института, с 2008 года, директором-учредителем ООО «Геоид» и президентом «Недра Центр защиты». Преподавал на геологическом факультете Ереванского государственного университета и возглавлял Государственную экзаменационную комиссию факультета.
Работы относятся к территориальной геологии, геотектонике, экономическим проблемам минерального сырья. Алоян является автором и соавтором около 120 научных статей, в том числе 10 монографий, множества рукописей, докладов и предложений, посвящённых вопросам эффективного использования и комплексной переработки геологии и минерально-сырьевой базы Армении, которые включают изучение минерального сырья, его технологическую переработку, оценку и переоценку месторождений, подсчёт запасов, промышленную классификацию месторождений и руд, комплекс сырьевых материалы и технологическую обработку. Докторская диссертация Алояна «Геология горнорудных районов Армении и формовочно-технологические принципы повышения эффективности эксплуатации месторождений цветных и благородных металлов» (1999 г.) посвящена 84 видам минерального сырья Армении и современным проблемам их эксплуатации.
Алоян Петрос умер 18 июля 2014 года.

## Работы
- Геологическое строение и типы руд Марцигетского золотополиметаллического месторождения: (Северная Армения), Г. П. Алоян, П. Г. Алоян, Инженерная Академия Армении, Общество охраны природы, 2-е изд., перераб., Ереван,ГЕОИД , 2001.[4]
- Геология горно-рудных регионов Армении: Повышение эффективности освоения рудных месторождений, П. Г. Алоян, Инженерная Академия Армении, Общество охраны природы,Ереван, ГЕОИД , 2001.
- Формационно-технологические параметры Меградзорского золоторудного месторождения. П. Г. Алоян, Г. П. Алоян, А. А. Давтян и др., Горно-металлург. ин-т, Инж. Акад. Армении, О-во охраны недр., Ереван, ГЕОИД, 2002.
- Редкие металлы в промышленных рудах Армении. П. Г. Алоян, Гайк П. Алоян, Инж. академия Армении, Горно-металлург. ин-т, О-во охраны недр., 2-е изд., перераб., Ереван, ГЕОИД, 2005.
- Научные труды. ЗАО «Лернаметалургиаи институт», Редкол., С. С. Арзуманян (предисл.) и др., Ереван, Егея, 2005.[5]
- Металлы. Чёрные, цветные, благородные, редкие металлы и редкоземельные элементы. (Краткое руководство), инженер Армении. Академия, Ереван, ГЕОИД, 2006[6].
- Ресурсный потенциал рудного сырья Армении: Благородные и редкие металлы, редкие земли, радиоактивное сырьё, П. Г. Алоян, Г. П. Алоян, Инженерная Академия Армении, Центр охраны недр., Ереван, ГЕОИД, 2008.[7]
- Ураноносность геологических формаций Армении. П. Г. Алоян, Инженерная Академия Армении, Центр охраны недр., Ереван ГЕОИД, 2010.
- Геология и металлоносность Вардадзорского вулканно-плутонического сооружения. П. Г. Алоян, Инж. акад. Армении, Центр охраны недр., Ереван, ГЕОИД, 2012.